# 강원도 인민위원회
강원도 인민위원회는 조선민주주의인민공화국 강원도의 최고행정조직이다. 인민위원회는 원산시에 소재한다.